# 真实的朝鲜
《真实的朝鲜》是中国作家叶永烈在2008年出版的长篇纪实作品，属于“叶永烈世界观”丛书之一，由天津教育出版社出版发行。

## 内容
书中作者以游客身份在丹东参加当地朝鲜旅行团赴朝旅游，并写下此游记。作者也曾在朝鲜驻中国大使馆申办签证但不成功。书中以一个普通中国游客的角度去观察朝鲜的现状，介绍了在朝鲜看到的奇特社会和政治现象，并刊载了大量在朝鲜拍摄到的图片，其中不乏在行进中的火车和客车上随机拍摄的作品，因这种行为不被朝鲜当局认可，为此多次与导游和随团的朝鲜国安人员争执。

## 中國出版被禁
本书的出版并不顺利。作者在离开朝鲜回国时受到严格的半小时重点检查，但仍完整带回在朝鲜的记录，并回到上海写出此书。但由于中国与朝鲜本身特殊的历史关系，虽然多次被出版社邀稿，但都因顾忌政治因素而没敢出版。后广东杂志《同舟共进》分两期摘引此书的部分章节发表题为“告诉你一个真实的朝鲜”的文章，反应热烈，但仍然没有出版商敢于出版。后由北京新华立品图书有限公司在删除三节内容后最终在中国出版。
作者虽对此书保持低调，但由于新浪、搜狐等门户网站刊载，北京人民广播电台全文连播而导致官方的注意，并且在朝鲜大使馆在2008年7月上旬致函中華人民共和國外交部要求停止发行此书后，中国国家新闻出版总署对此书发出禁令，但只是在大型书店下架禁售，其他地方仍有销售，在朝鲜方面于2008年7月17日再次致函外交部后，出版总署才对全国所有书店下架禁售。此書因此成為中國大陸極少數因外國施壓而遭禁售的書籍，作者认为，这是为了顾及中国与朝鲜的兄弟同盟关系而做出的必要牺牲。
此书被禁后除了书店禁售，一些网络图书销售网站也撤下此书，网站的连载也被迫停止。但在2008年末当当网店庆的时候曾以原价处理此书6折的价格销售，目前已再无销售，但部分小型网络书店仍有销售。

## 其他地方出版
据作者撰文说，韩国有出版社有意出版此书的无删节版。
目前，在香港，新东方出版（香港）有限公司已出版该书的无删节版，名为《解密朝鲜（大陆禁书《真实的朝鲜》完整版）》，价格为港币98元。
2008年8月作者为此写下“《真实的朝鲜》怎样成为禁书”一文，刊载在2008年九月号的香港开放杂志。